# François Marie Raoult
François Marie Raoult, nascut el 10 de maig de 1830 a Fournes i traspassat l'1 d'abril de 1901 a Grenoble, va ser un químic francès que va realitzar investigacions sobre el comportament de les solucions, en particular les seves propietats físiques, i se'l considera el fundador de la crioscòpia, de l'ebullioscòpia i de la tonometria.

## Biografia
Raoult va ser professor a l'Institut de Reims a partir del 1853, i el 1862 va accedir a la càtedra de química de l'Institut de Sens. Fou allà on va preparar una tesi doctoral sobre la força electromotriu, que li va valer un doctorat a París l'any següent.
El 1867 Raoult va passar a ser professor de química a la facultat de Ciències de la Universitat de Grenoble, i després n'arribà a ser degà fins a la seva mort el 1901. Les seves primeres investigacions van ser de caràcter físic, sent en gran manera relacionats amb els fenòmens de la cèl·lula voltaica i posteriorment es va dedicar més a la química.
Va rebre diversos premis entre els quals destaquen la Medalla Davy (1892) i el nomenament de Comandant de la Legió d'Honor (1900).

## Obra
El nom de Raoult és conegut en relació amb el treball sobre les solucions, a les quals va dedicar els dos darrers decennis de la seva vida.
El seu primer document descriu com els soluts disminueixen els punts de congelació de les solucions, descens crioscòpic, es va publicar el 1878. Més experiments amb diversos dissolvents, com benzè i àcid acètic, a més d'aigua, el van portar a descobrir una relació simple entre el pes molecular d'un solut i el punt de congelació d'una solució. Enuncià la llei del descens crioscòpic que diu que el descens de temperatura és proporcional a la concentració molal del solut. Matemàticament:
{\displaystyle \triangle T_{c}=k_{f}\cdot m}
on:
- ΔTc és la diferència de temperatura del punt de congelació del dissolvent pur i de la dissolució.
- kf és la constant crioscòpica, que és una característica del dissolvent.
- m és la molalitat del solut, és a dir els mols de solut per quilogram de dissolvent.

També va descobrir com els soluts afectaven els punts d'ebullició de les solucions de manera que una solució té un punt d'ebullició major que la del dissolvent, augment ebullioscòpic. Va obtenir una fórmula semblant a la del descens crioscòpic, és la llei de l'augment ebullioscòpic:
{\displaystyle \triangle T_{b}=k_{b}\cdot m}
on:
- ΔTb és la diferència de temperatura del punt d'ebullició del dissolvent pur i de la dissolució.
- kb és la constant ebullioscòpica, que és una característica del dissolvent.
- m és la molalitat del solut, és a dir els mols de solut per quilogram de dissolvent.

Aquestes generalitzacions, que ofereixen un nou mètode de determinació dels pesos moleculars de substàncies dissoltes, van ser utilitzades per  Jacobus van' t Hoff i Wilhelm Ostwald, entre altres químics, en suport de la hipòtesi de la dissociació electrolítica en les solucions. La llei de Raoult del descens crioscòpic es va convertir en el mètode més útil, després d'haver estat millorat per Ernst Otto Beckmann, per a la determinació de masses moleculars de substàncies orgàniques.
També va descobrir que els soluts afecten a les pressions dels vapors dels dissolvents de manera que la pressió parcial es veu reduïda. És l'anomenada llei de Raoult:
{\displaystyle p_{i}=P_{i}^{0}\cdot x_{i}}
on:
- pi és la pressió parcial del component i
- Pi0 és la pressió de vapor del component i pur
- xi és la fracció molar del component i a la dissolució.

### Obres
- Raoult, F. M. «Loi générale de la congélation de solutions». Comptes Rendus, 95, 1882, pàg. 1030 - 1033.
- Raoult, F. M. «Loi générale de la pression de vapeur des solvants». Comptes Rendus, 104, 1887, pàg. 1430 - 1433.